# Фрідріх Платтен

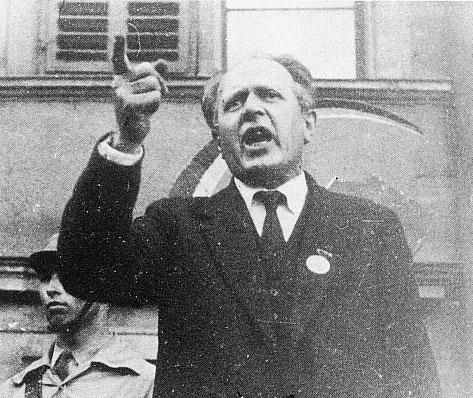
Виступає Платтен. Приблизно 1930 рік

Фрідріх (Фріц) Платтен (нім. Fritz Platten, * 8 липня 1883, містечко Таблат, кантон Санкт-Галлен, Швейцарія — † 22 квітня 1942; Гулаг, Няндомський район, Архангельська область, СРСР) — швейцарський діяч міжнародного соціалістичного та комуністичного руху. Друг Володимира Ілліча Леніна.

## Біографія
Народився в сім'ї робітника. 1904 року вступив до робітничої просвітницької спілки «Ейнтрахт». Під час російської революції 1905—1907 років нелегально приїхав у Росію, 1906 року брав участь у революційних подіях у Латвії.
Навесні 1917 року організував переїзд російських політемігрантів на чолі з Леніном із Швейцарії до Росії. 1 (14) січня 1918 року в Петрограді під час першого замаху на Леніна прикрив його від куль, був поранений. 25 жовтня 1919 року приїхав до Кам'янця-Подільського з інформацією урядові УНР про загальну принципову згоду Москви почати переговори щодо військової конвенції проти Денікіна.
Улітку 1923 року переїхав до СРСР і організував у селі Нова Лава Сизранського повіту комуну швейцарських робітників-емігрантів. 1931 року став старшим науковим співробітником Міжнародного аграрного інституту в Москві. Викладав також у Московському інституті чужоземних мов.
У грудні 1937 року Платтена заарештували та засудили до 15 років таборів. Покарання відбував в Архангельській області. Спочатку важко працював, потім сильно хворів, не міг пересуватись. Писав спогади про зустрічі з Леніним, розповідав про них співлагерникам. 22 квітня 1942 року, якраз у день народження Леніна, Платтен мусив бути звільненим. Але щоб його не звільняти і не годувати, був за наказом начальника табору виведений охоронцем за ворота і застрелений. 1957 року посмертно «реабілітований».